# Хокодзь
Хокодзь — река в России, протекает в Республике Адыгея и Краснодарском крае.

## География
Устье реки находится в 45 км по правому берегу реки Курджипс. Длина реки составляет 26 км, площадь водосборного бассейна — 120 км².

## Данные водного реестра
По данным государственного водного реестра России относится к Кубанскому бассейновому округу, водохозяйственный участок реки — Белая, речной подбассейн реки — подбассейн отсутствует. Речной бассейн реки — Кубань.
По данным геоинформационной системы водохозяйственного районирования территории РФ, подготовленной Федеральным агентством водных ресурсов:
- Код водного объекта в государственном водном реестре — 06020001112108100004656
- Код по гидрологической изученности (ГИ) — 108100465
- Код бассейна — 06.02.00.011
- Номер тома по ГИ — 08
- Выпуск по ГИ — 1